# Judo op de Olympische Zomerspelen 1984
Judo is een van de sporten die beoefend werden tijdens de Olympische Zomerspelen 1984 in Los Angeles.
Door de boycot van diverse landen van de Spelen van Los Angeles ontbraken deze keer de landen uit het Oostblok inclusief Cuba. Een aantal van deze landen hiervan haalden traditioneel veel medailles bij het Judo.
Net als in 1980 stonden nu ook weer 7 gewichtsklassen op het programma, aangevuld met de klasse alle categorieën.
Japan was deze keer weer het land met de meeste gouden medailles. Bij deze Spelen behaalden Nederland en België deze keer geen medailles.

## Mannen

### extra lichtgewicht (tot 60 kg)
| rang   | sporter         | land             |
| ------ | --------------- | ---------------- |
| Goud   | Shinji Hosokawa | Japan            |
| Zilver | Kim Jae-yup     | Zuid-Korea       |
| Brons  | Edward Liddie   | Verenigde Staten |
| Brons  | Neil Eckersley  | Groot-Brittannië |

### halflichtgewicht (tot 65 kg)
| rang   | sporter            | land       |
| ------ | ------------------ | ---------- |
| Goud   | Yoshiyuki Matsuoka | Japan      |
| Zilver | Jung-Oh Hwang      | Zuid-Korea |
| Brons  | Marc Alexandre     | Frankrijk  |
| Brons  | Pepi Reiter        | Oostenrijk |

### lichtgewicht (tot 71 kg)
| rang   | sporter        | land             |
| ------ | -------------- | ---------------- |
| Goud   | Byeng-Keun Ahn | Zuid-Korea       |
| Zilver | Ezio Gamba     | Italië           |
| Brons  | Luiz Onmura    | Brazilië         |
| Brons  | Kerrith Brown  | Groot-Brittannië |

### halfmiddengewicht (tot 78 kg)
| rang   | sporter        | land                     |
| ------ | -------------- | ------------------------ |
| Goud   | Frank Wieneke  | Bondsrepubliek Duitsland |
| Zilver | Neil Adams     | Groot-Brittannië         |
| Brons  | Michel Novak   | Frankrijk                |
| Brons  | Mircea Fratiçă | Roemenië                 |

### middengewicht (tot 86 kg)
| rang   | sporter            | land             |
| ------ | ------------------ | ---------------- |
| Goud   | Peter Seisenbacher | Oostenrijk       |
| Zilver | Robert Berland     | Verenigde Staten |
| Brons  | Walter Carmona     | Brazilië         |
| Brons  | Seiki Nose         | Japan            |

### halfzwaargewicht (tot 95 kg)
| rang   | sporter             | land                     |
| ------ | ------------------- | ------------------------ |
| Goud   | Ha Hyoung-zoo       | Zuid-Korea               |
| Zilver | Douglas Vieira      | Brazilië                 |
| Brons  | Bjarni Friddriksson | IJsland                  |
| Brons  | Günther Neureuther  | Bondsrepubliek Duitsland |

### zwaargewicht (boven 95 kg)
| rang   | sporter       | land       |
| ------ | ------------- | ---------- |
| Goud   | Hitoshi Saito | Japan      |
| Zilver | Angelo Parisi | Frankrijk  |
| Brons  | Mark Berger   | Canada     |
| Brons  | Yong-Chul Cho | Zuid-Korea |

### alle categorieën (open klasse)
| rang   | sporter             | land                     |
| ------ | ------------------- | ------------------------ |
| Goud   | Yasuhiro Yamashita  | Japan                    |
| Zilver | Mohamed-Ali Rashwan | Egypte                   |
| Brons  | Arthur Schnabel     | Bondsrepubliek Duitsland |
| Brons  | Mihai Cloc          | Roemenië                 |

## Medaillespiegel
| Plaats | Land                     | Goud | Zilver | Brons | Totaal |
| 1      | Japan                    | 4    | 0      | 1     | 5      |
| 2      | Zuid-Korea               | 2    | 2      | 1     | 5      |
| 3      | Bondsrepubliek Duitsland | 1    | 0      | 2     | 3      |
| 4      | Oostenrijk               | 1    | 0      | 1     | 2      |
| 5      | Brazilië                 | 0    | 1      | 2     | 3      |
| 5      | Frankrijk                | 0    | 1      | 2     | 3      |
| 5      | Groot-Brittannië         | 0    | 1      | 2     | 3      |
| 8      | Verenigde Staten         | 0    | 1      | 1     | 2      |
| 9      | Egypte                   | 0    | 1      | 0     | 1      |
| 9      | Italië                   | 0    | 1      | 0     | 1      |
| 11     | Roemenië                 | 0    | 0      | 2     | 2      |
| 13     | Canada                   | 0    | 0      | 1     | 1      |
| 13     | IJsland                  | 0    | 0      | 1     | 1      |
| Totaal | Totaal                   | 8    | 8      | 16    | 32     |

Tokio 1964 · 
München 1972 · 
Montréal 1976 · 
Moskou 1980 · 
Los Angeles 1984 · 
Seoel 1988 · 
Barcelona 1992 · 
Atlanta 1996 · 
Sydney 2000 · 
Athene 2004 · 
Peking 2008 · 
Londen 2012 · 
Rio de Janeiro 2016  · 
Tokio 2020 · 
Parijs 2024 · 
Los Angeles 2028 
Medaillewinnaars
Atletiek · Basketbal · Boksen · Boogschieten · Gewichtheffen · Gymnastiek · Handbal · Hockey · Honkbal (demonstratie) · Judo · Kanovaren · Moderne vijfkamp · Paardensport · Roeien · Schermen · Schietsport · Schoonspringen · Synchroonzwemmen · Tennis (demonstratie) · Voetbal · Volleybal · Waterpolo · Wielersport · Worstelen · Zeilen · Zwemmen